# François de Tournon

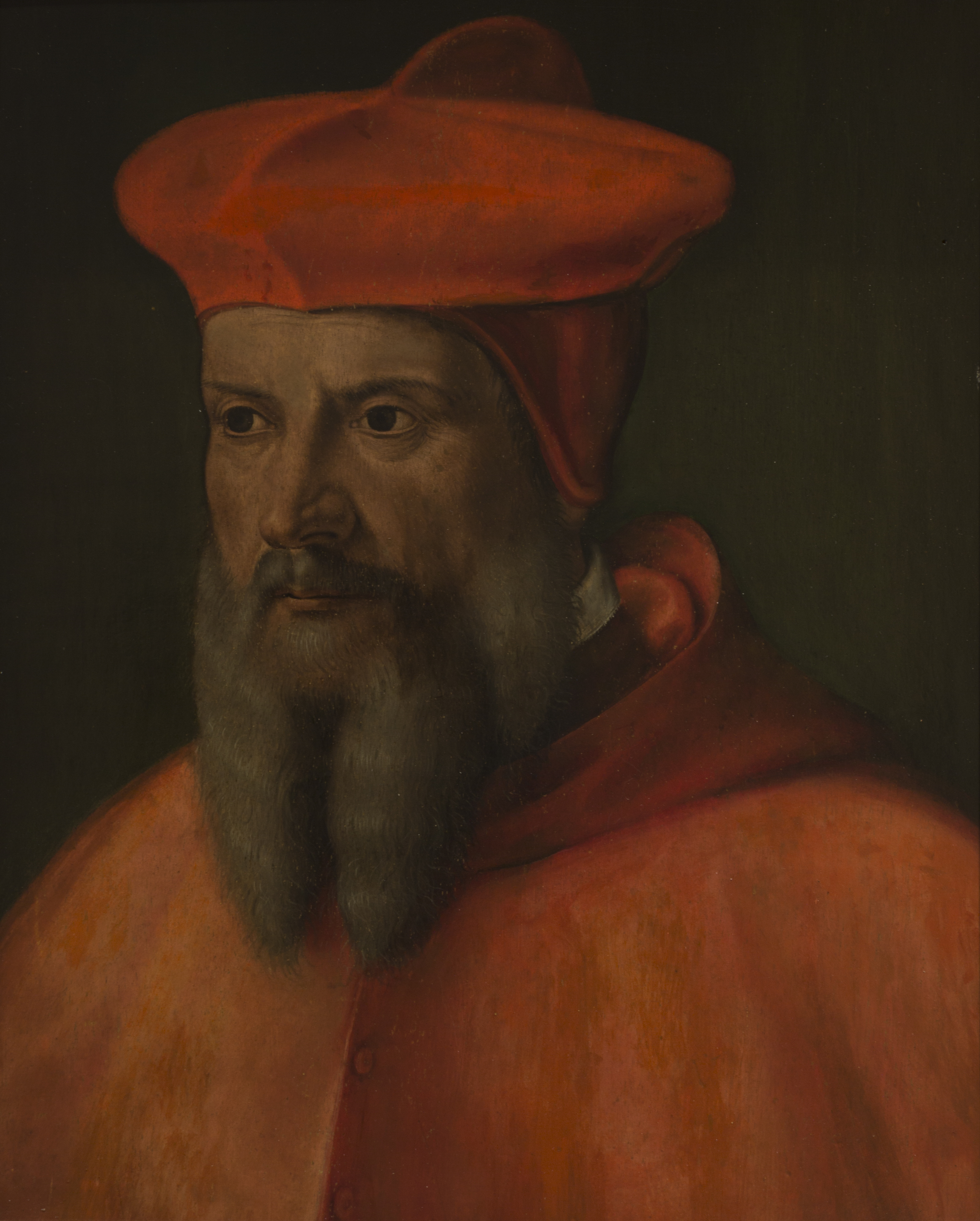
François de Tournon.

François de Tournon, född 1489 i Tournon-sur-Rhône, död 21 april 1562 i Saint-Germain-en-Laye, var en fransk kardinal.
Vid 28 års ålder blev de Tournon ärkebiskop i Embrun och var senare ärkebiskop i Bourges, Auch och Lyon, för att 1530 bli kardinal.  Han var fransk underhandlare vid fredssluten i Madrid (1526) och Nice (1538) och intog ända till Frans I:s död (1547) en ledande ministerställning.
Henrik II skickade de Tournon som ambassadör till Rom, där han verkade på denna post till 1559. Han förföljde strängt kalvinister och valdenser, men gynnade jesuiterna; han utverkade åt dem tillträde till Frankrike och anförtrodde dem ledningen av ett av honom 1538 stiftat collège i Tournon.